# Gaetan Roy

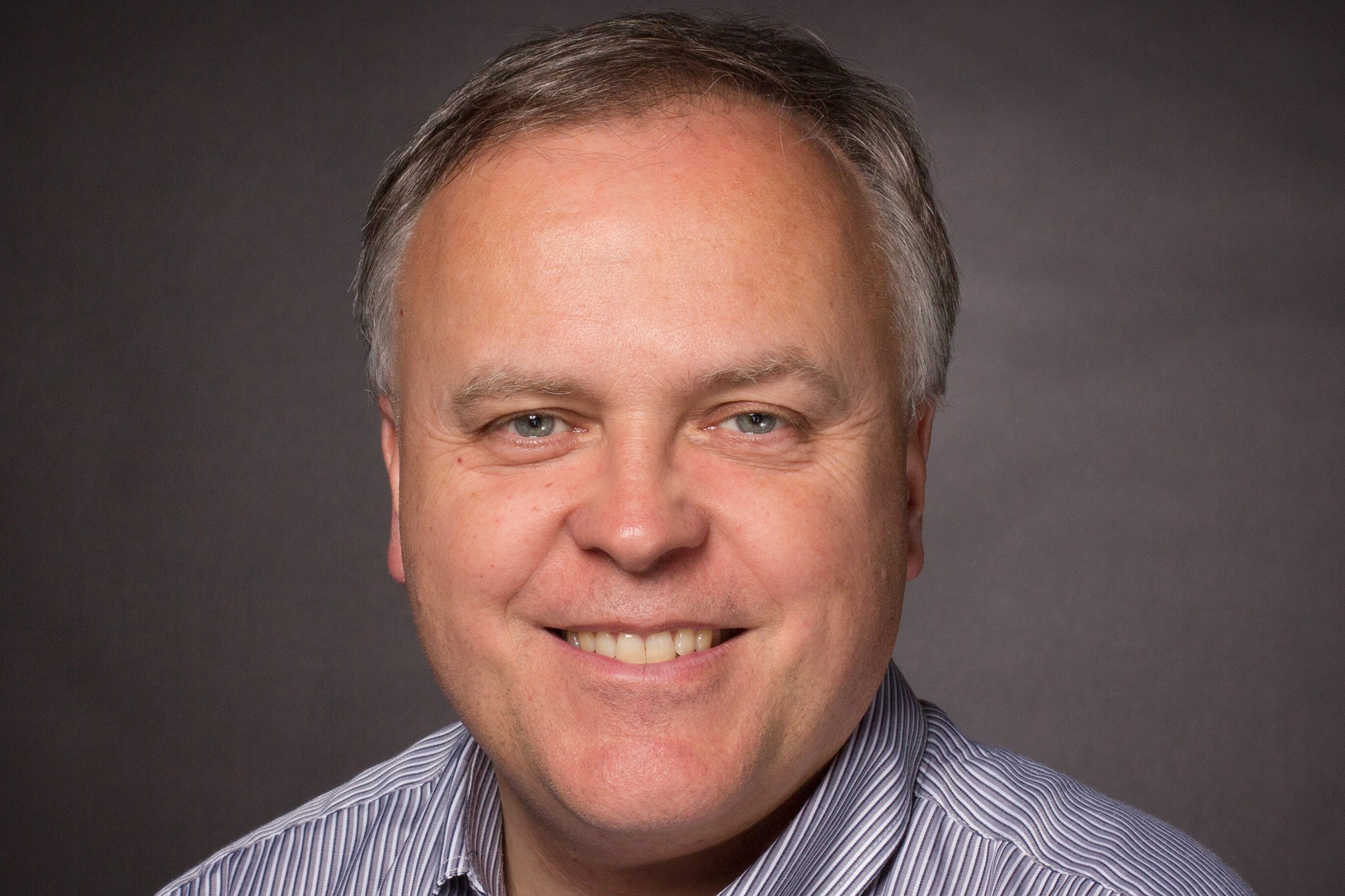
Gaetan Roy (2020)

Gaetan Roy (* 1962 in Quebec City) ist Ständiger Vertreter der Weltweiten Evangelischen Allianz (WEA) an den Vereinten Nationen in Genf, Vorsitzender und politischer Beauftragter des netzwerk-m e. V. sowie Missionsleiter des Jugend-, Missions- und Sozialwerk e. V. (JMS Altensteig).

## Herkunft, Ausbildung und Privates
Gaetan Roy wurde am 11. August 1962 in Quebec City geboren und wuchs überwiegend in Edmundston in der kanadischen Provinz New Brunswick auf.
An der University of New Brunswick studierte er Computerwissenschaften mit einem Major in Software und Hardware. Später absolvierte er in Deutschland eine Weiterbildung in der christlichen internationalen entwicklungsrelevanten sowie missionarischen Arbeit.
Roy spricht fließend Englisch, Französisch, Deutsch sowie flüchtig Spanisch. Er besitzt einen kanadischen Pilotenschein als Privatpilot (PPL) und war zertifizierter Skilehrer der  Canadian Ski Instructors' Alliance (CSIA).
Seit 1991 lebt er in Altensteig (Deutschland), ist verheiratet und hat zwei Kinder.

## Beruflicher Werdegang
In Kanada war Roy von 1984 bis 1991 als Gründer und CEO einer kanadischen Unternehmensgruppe in der Managementsoftwareentwicklung, Unternehmensberatung sowie Grundlagenforschung im Bereich von neuen Navigationssystemen für die Luft- und Raumfahrt tätig. Er sprach auf internationalen Konferenzen und stand mit führenden Luft- und Raumfahrtunternehmen, Flugzeugbauern sowie Universitäten, Regierungen, Streitkräften und Forschungsanstalten im Fachaustausch.
Während einiger Geschäftsreisen in Europa entschied sich Roy, seine Tätigkeit aufzugeben, und zog 1991 nach Deutschland. Hier arbeitete er beim JMS Altensteig zunächst als Controller und Verwaltungsleiter, bevor er 2005 die Missionsleitung der freikirchlichen Gemeinde im Nordschwarzwald übernahm. In dieser Funktion treibt er seither Projekte in der entwicklungsrelevanten Zusammenarbeit sowie humanitären Hilfe auf fünf Kontinenten voran.
Im Zuge seines Schaffens als Künstler (Sänger und Pianist), Songwriter und Produzent von 1995 bis 2016 rief er im Jahr 2000 die Worship Academy ins Leben – eine Bildungseinrichtung in der modernen christlichen Kirchenmusik mit universitärer Akkreditierung in den USA. Dort hatte er neben seinen Lehraufgaben als Referent und Studienleiter bis 2018 den Posten des Generalsekretärs inne.
Seit 2014 ist Roy zunehmend als Interessensvertreter auf Landes-, Bundes- und EU-Ebene sowie seit 2022 an den Vereinten Nationen in der Politik vielfältig aktiv.

## Politisches Engagement
Neben seiner Tätigkeit als Erster Vorsitzender von netzwerk-m e. V. sowie Vorstandsmitglied der Arbeitsgemeinschaft Evangelikaler Missionen e. V. (AEM) vertritt er die zwei christlichen Dachverbände seit 2014 bzw. 2017 als politischer Beauftragter auf Landes-, Bundes- und EU-Ebene. Beide Verbände umfassen insgesamt über 160 Mitgliedswerke und zählen 9.000 hauptamtliche sowie 30.000 ehrenamtliche Mitarbeiter. Zu ihren Kernthemen gehören u. a. Jugend und Familie, Freiwilligendienste, Bildung, Migration und Integration, Menschenrechte und Religionsfreiheit, entwicklungsrelevante Zusammenarbeit sowie humanitäre Hilfe.
Im Zuge seines politischen Engagements steht Roy in regem Austausch mit Abgeordneten und ist in diversen Ausschüssen sowie als Referent vielfältig aktiv. 2020 sprach er beispielsweise auf der Konferenz der Bundeszentrale für politische Bildung „Ein Jahrhundert Religionsverfassungsrecht: Säkularität und Gesellschaft im Wandel“ über Religionsfreiheit und Freikirchen.
2021 war Roy maßgeblich an die Gründung des Freedom of Religion or Belief (FoRB) Workstreams der International Partnership on Religion and Sustainable Development (PaRD) beteiligt, den er bis heute mitleitet. Zu PaRD gehören 162 staatliche und zwischenstaatliche Ministerien, darunter das Bundesministerium für wirtschaftliche Zusammenarbeit und Entwicklung (BMZ), sowie multilaterale Organisationen und namhafte NGOs.
Im September 2022 übernahm Roy zusätzlich das Amt des Ständigen Vertreters der Weltweiten Evangelischen Allianz an der UNO-Genf und repräsentiert damit die zweitgrößte Glaubensbewegung der Welt mit 600 Millionen Christen in 143 Nationalallianzen. Im Zuge seines weltweiten politischen Engagements bei Staatsoberhäuptern, Ministern, Abgeordneten und Spitzenbeamten setzt er sich insbesondere für die Wahrung und Förderung von Menschenrechten und Religionsfreiheit ein.
Roys politisches Engagement für die Belange evangelikaler Christen weltweit kennzeichnet eine beziehungsorientierte und pragmatische Haltung. „Wer etwas in der Politik und in unserer Gesellschaft verändern will, soll sich nicht an der Kritik des Mainstreams beteiligen, sondern sich mit gesellschaftsfähigen Lösungen einbringen“, so Roy.

## Weitere Ehrenämter
Seit September 2023 ist Roy Mitglied des Konvents der Evangelischen Allianz in Deutschland.
Von 2004 bis 2023 leitete Roy als hauptverantwortlicher Mitarbeiter die Künstlerplanung des SPRING Festivals, das jährlich rund 3.500 Teilnehmer verschiedener Kirchen und Denominationen in der Woche nach Ostern zusammenbringt.
Roy diente von 1988 bis 1991 im Vorstand des National Entrepreneurship Development Institute (NEDI) – einem vom kanadischen Bundeskabinett berufenen Rat aus Vertretern der Industrie und Regierung sowie Akademikern, den er als Gründungsmitglied mitinitiiert hatte. Als Anerkennung für sein Engagement wurde er 1989 vom damaligen Staatsminister für Industrie und Tourismus, Tom Hockin, zum Fellow ernannt.
Von 1978 bis 1995 engagierte sich Roy in folgenden weiteren Ämtern in Kanada:
- Bundesverband der Canadian Association for Disabled Skiing (CADS): Bundesschatzmeister, Vorstandsmitglied, Mitglied des Technischen Ausschusses
- Landesverband der CADS New Brunswick: Präsident, Vizepräsident, Schatzmeister, Technischer Direktor, Mitgründer
- Youth Across Canada for the Mentally Retarded, Edmundston Chapter: Präsident
- Atlantic Computer Technology Show, Fredericton: Vorsitzender
- Fredericton Computer Show: Präsident

## Diskographie

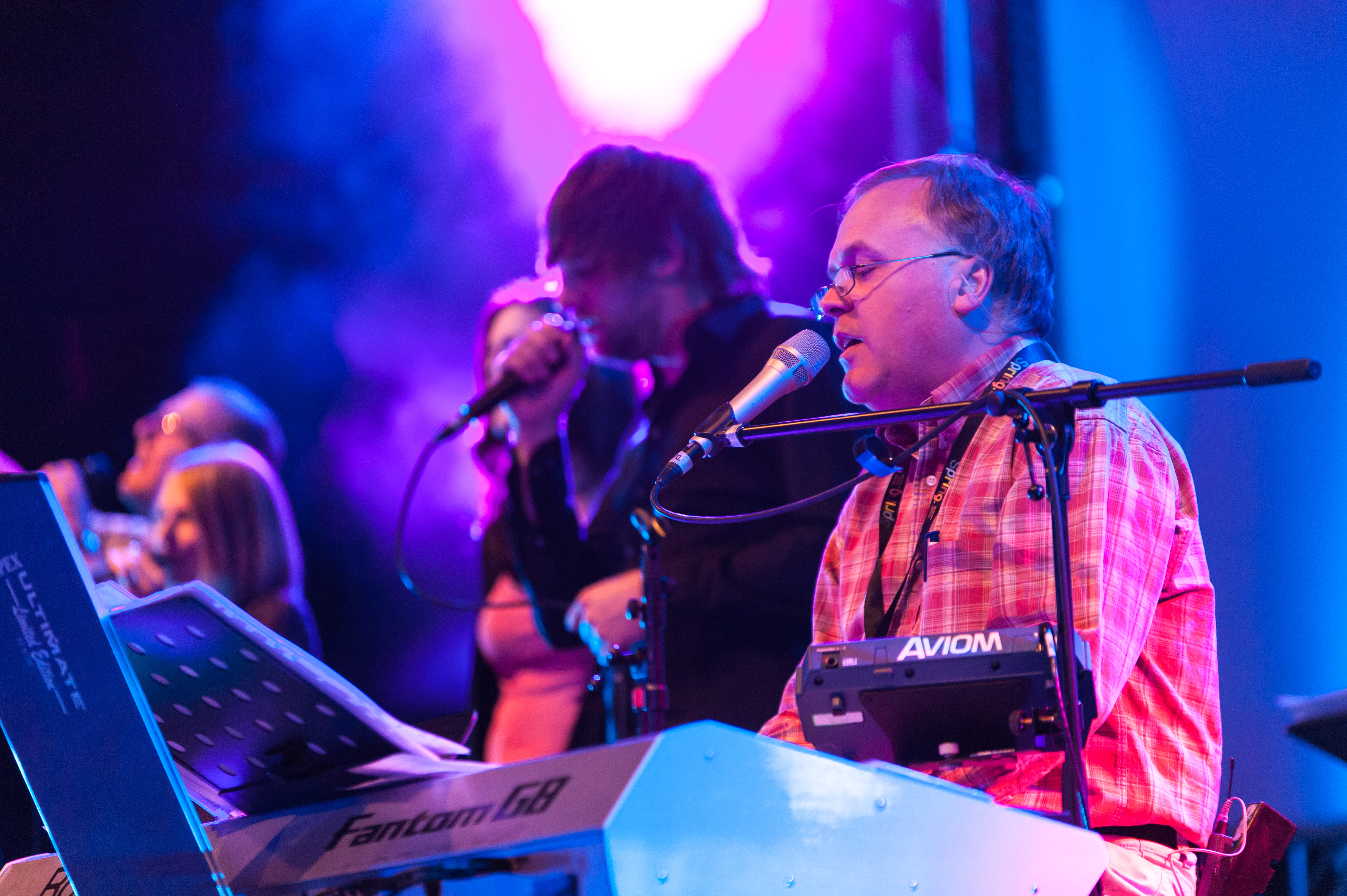
Gaetan Roy auf dem GemeindeFerienFestival SPRING 2012.

### Alben
| Jahr | Titel                               | Verlag       |
| ---- | ----------------------------------- | ------------ |
| 2002 | Es gibt einen Ort zum Beten         | Gerth Medien |
| 2004 | Es gibt einen Ort zum Beten, Vol. 2 | Gerth Medien |
| 2005 | Zu den Füßen Jesu                   | Gerth Medien |
| 2007 | Es gibt einen Ort zum Beten, Vol. 3 | Gerth Medien |
| 2008 | Unschätzbarer Jesus (Livealbum)     | Gerth Medien |
| 2011 | Weiter als unsere Augen sehen       | Gerth Medien |

### Konzeptprojekte
| Jahr | Titel                                                   | Verlag       |
| ---- | ------------------------------------------------------- | ------------ |
| 2006 | Du bist Herr 5 (MP3-Album zum gleichnamigen Liederbuch) | Gerth Medien |
| 2006 | Anbetung, Vol. 2                                        | Gerth Medien |
| 2007 | Anbetung 2008                                           | Gerth Medien |
| 2011 | So groß ist der Herr, Vol. 5                            | Gerth Medien |